# Заузимање Форт Тајкондероге
Заузимање Форт Тајкондероге је био догађај који се одиграо на почетку Америчког рата за независност, 10. маја 1775. када су пуковници Итан Ален и Бенедикт Арнолд изненада напали малу посаду британских војника у тврђави Форт Тајкондерога. Топови заробљени у тврђави одиграли су значајну улогу у многим биткама, као на пример у пробоју опсаде Бостона.

## Позадина битке
Пре почетка оружаних сукоба у Америчком рату за независност америчким револуционарима тврђава Форт Тајкондерога је задавала главобољу из више разлога. Као прво, зидине је бранила добро наоружана тешка артиљерија, опремљена топовима какве Американци нису имали. Као друго, због јако важног стратешког положаја, јер је тврђава доминирала долином око језера Шамлејн која је се налазила на путу који је повезивао побуњене колоније са Британским провинцијама у Канади. Након битке код Лексингтона су одлучили заузети Форт Тајкондерогу пре него што би посада у тврђави добила појачање. 
Тврђава у том тренутку није била као 1758. године када је она била у Француском поседу, а Британци настојали да је заузму. Након потписивања мира 1763. којим су француски поседи у Северној Америци припали Великој Британији тврђава није више била стално поприште сукоба ове две државе, па је помало пала у заборав. Посаду тврђаве су чинила само два официра и 46 војника, од којих су већина били ограничених способности, као последице рањавања или прележане болести. У тврђави је живело и 24 жене и деце. Због пређашњег значаја ова тврђава је често називана Врата континента или Амерички Гибралтар, а 1775. године је личила више на сеоце него на тврђаву.

## Битка
Две експедиције, независне једна од друге (једна из Масачусетса, а друга из Конектиката), биле су спремне за освајање Форт Тајкондероге. Бенедикт Арнолд је предводио експедицију из Масачусетса, док је Сајлас Дин био вођа експедиције из Конектиката. 
Итан Ален је организовао посебну чету снаге од 100 људи. Током похода на тврђаву придружило им се још 50 људи из Масачусетса и 20 из Конектиката. Наредник Ноа Фелпс успео је да се у утврђење увуче као чистач и тамо је дошао до важних информација, да су зидине у трошном стању и да се барут у складишту поквасио.
9. маја 1775. Бенедикт Арнолд је стигао пред тврђаву где је требало да преузме команду над операцијом. Аленови су људи то одбили, али је након Аленовог и Арнолдовог договора, команда припала Бенедикту Арнолду како је првобитно и планирано. 
Око 2 сата ноћу Американци су били спремни да пређу језеро и дођу до тврђаве, али су имали на располагању само два брода, па су само Арнолд и Ален са 83 војника прешла језеро. 
Док су успели да организују остатак војске, већ је било свануло. Елемент изненађења је пропао али су се побуњеници ипак одлучили за напад. У „бици“ је испаљен само један метак и то од Британске предстраже која се пред нападачима повукла у тврђаву. Американци су затражили да се посада утврђења преда, што је командант тврђаве и прихватио, чиме је заузет важан стратешки положај уз само једног лакше рањеног војника.

## Последице
Након заузимања тврђава потпуно губи на значају, но ипак је њено освајање дало предност побуњеницима. Онемогућена је комуникација између Британаца у Канади и оних у Бостону. Овај пораз је довео до промене у ланцу командовања. Војском из Канаде командовао је генерал Гај Карлтон, док је генерал Вилијам Хау управљао војском дуж атлантске обале. Ова одлука о две команде над војском, продубила је ривалитет између ова два заповедника и врло често била узрок пораза у наредним биткама.